# Ack! hörer syndare, hur Lifsens Förste
Ack! hörer syndare, hur Lifsens Förste, är en psalmtext i Sions sånger 1810 tryckt i Stockholm. Psalmen har 27 verser, vilket förefaller långt, men verserna har endast två rader var. Någon uppgift om författare anges inte. Däremot att melodin är Tacker HERranom, som är ganska blider. Av texten framgår att ursprunget är herrnhutiskt, då stor del av psalmtexten handlar om Jesus sår och det blod han utgöt för människorna.

## Publicerad i
- Sions sånger 1810 som nr 7 under rubriken "Guds röst och nådekallelse".